# E21号線
E21号線 (E21ごうせん、英: European route E21)は 欧州自動車道路のAクラス幹線道路。
フランスのメスを基点にナンシー、ディジョンを経由しスイスのジュネーヴまでを結ぶ。

## 経路
- フランス
  - E25号線,E50号線,E411号線 - メス
  - E23号線 - ナンシー
  - ディジョン
- スイス
  - E25号線,E62号線,E712号線 - ジュネーヴ